# 刘寅涛
刘寅涛（1986年3月3日—），是一名中国足球运动员，能胜任后卫或前卫，退役前效力于南昌衡源。
刘寅涛曾经代表上海参加十运会足球赛，2006年进入申花一线队，但是数年内只获得过一次联赛出场机会，并多次被俱乐部挂牌。2008年因與毛劍卿等一同毆打他人被刑拘5天。2009年初，刘寅涛加盟南昌八一，追随刚刚出任主教练的原申花助理教练朱炯，不过因为伤病几乎缺席了整个赛季的比赛。退役後成為青岛中能的助理教練。